# بهنام
بهنام یکی از نام‌های ایرانی است و به معنی «شخصی که از او به نیکی یاد می‌شود» می‌باشد. در لغت‌نامه دهخدا معنی بهنام. [ب ِ] (ص مرکب) «نیک نام. خوشنام. (فرهنگ فارسی معین). || (اِ مرکب) نام نیک و خوب. (آنندراج). نام نیک. شهرت خوب» می‌باشد